# Мшанська Ольга Феліксівна
Ольга Феліксівна Мшанська (1899—1983) — радянська оперна співачка (меццо-сопрано) та педагог, заслужена артистка РРФСР (1939), заслужений діяч мистецтв Бурятської АРСР (1960).

## Життєпис

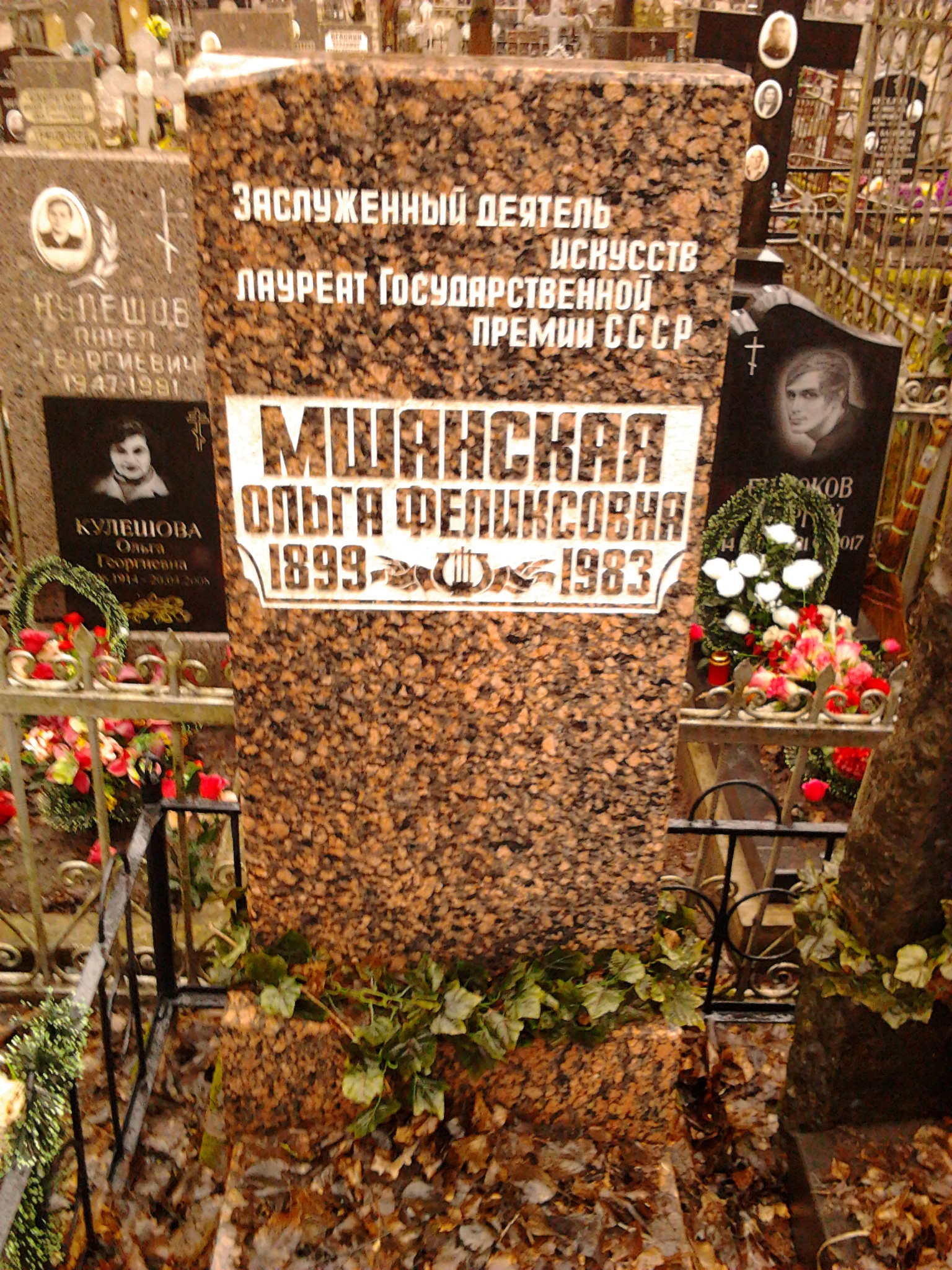
Надгробок Ольги Мшанської на Большеохтинському цвинтарі Санкт-Петербурга.

Народилася 12 (24 грудня) 1899 року. Співу навчалася у своєї матері Надії Соколової-Мшанської, артистки Большого театру. В 1919 році дебютувала в Театрі Ради робочих депутатів (колишній Оперний театр Зиміна). У 1920—1959 роках була солісткою ЛАТОБ імені С. М. Кірова. У Мшанської був гарний сильний голос теплого тембру, гармнонійного наповнення, з рівними, «згладженим» переходами з регістру в регістр. Її меццо — сопрано було високим, вона легко брала верхи, які завжди добре звучали, але водночас завдяки чудовій розробці голосу мала контральтові низи. Співачка багатогранного сценічного обдарування, високої музичної культури, з рівним успіхом виступала у партіях класичного та радянського репертуару. Гастролювала в Німеччині та Польщі. З 1948 року працювала викладачкою, з 1962 року — доцент Ленінградської державної консерваторії імені Миколи Римського-Корсакова. Серед учнів — Галина Туфтіна.
Померла у 1983 році. Похована в Санкт-Петербурзі на Большеохтинському цвинтарі.
Донька — Мшанська Галина Євгенівна, дружина Олега Басілашвілі.

## Оперні партії
- «Хованщина» Модеста Мусоргського — Марфа
- «Царева наречена» Миколи Римського-Корсакова — Любаша
- «Снігуронька» Миколи Римського-Корсакова — Лель
- "Руслан та Людмила " Михайла Глінки — Ратмір
- « Мазепа» Петра Чайковського — Кохання
- « Чародійка» Петра Чайковського — Княгиня
- « Борис Годунов» Модеста Мусоргського — Марина Мнішек
- « Аїда» Дж. Верді — Амнеріс
- « Кармен» Жоржа Бізе — Кармен
- « Трубадур» Дж. Верді — Азучена
- « Лоенгрін» Ріхарда Вагнера — Ортруда
- « Вертер» Жуля Массне — Шарлотта
- « Соломея» Ріхарда Штрауса — Іродіада
- « Русалка» Антоніна Дворжака — Чаклунка
- « Ніч перед Різдвом» Миколи Римського-Корсакова — Солоха
- «В бурю» Тихона Хрєнникова — Ксенія
- «Сім'я Тараса» Дмитра Кабалевського — Єфросинія
- «Мати» Тихона Хрєнникова — Нілівна
- «Орлиний бунт» Андрія Пащенка — Катерина
- «Князь-озеро» Івана Дзержинського — Степаніда

## Нагороди і премії
- Заслужена артистка РРФСР (1939)
- Заслужений діяч мистецтв Бурятської АРСР (1960)
- Сталінська премія другого ступеня (1951) — за виконання партії Єфросинії в оперній виставі «Сім'я Тараса» Дмитра Кабалевського на сцені ЛАТОБ імені С. М. Кірова (1950)